# Groutite

La groutite est une espèce minérale, de la famille des oxydes de manganèse de formule Mn3+O(OH). Elle fait partie du groupe du diaspore et constitue un trimorphe avec la manganite et la feitknechtite. Elle forme des cristaux noirs brillants dans le système orthorhombique. Son symbole IMA est « Gro ».

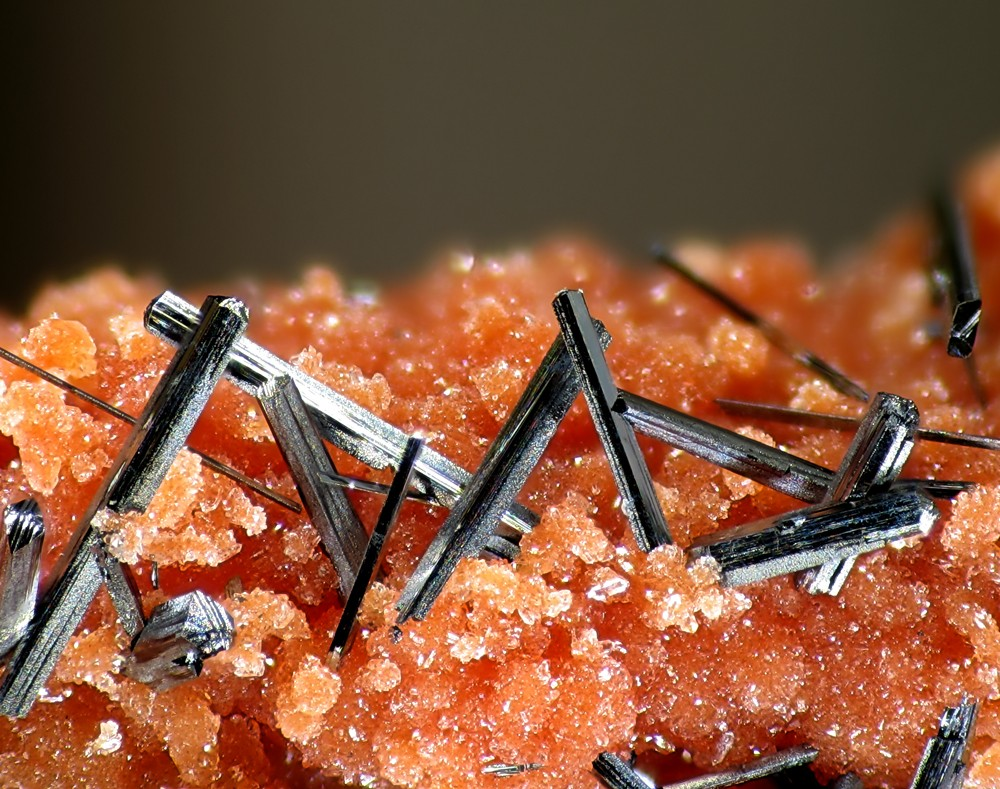
Spécimen de la mine de Black Water, bassin de Black Mesa, comté d'Apache en Arizona.

Elle se forme dans les formations de fer rubanées altérées, les corps minéralisés de manganèse métamorphosés et les environnements minéralisés hydrothermaux. Elle a été décrite pour la première fois en 1945 à partir d'une occurrence dans la mine Mahnomen, à Cuyuna Range, dans le comté de Crow Wing, dans l'état du Minnesota et est nommée en l'honneur du pétrologue Frank Fitch Grout (en) (1880–1958), de l'Université du Minnesota. Depuis 1945, elle a été trouvée dans plusieurs sites du Midwest américain, puis dans le monde entier.
La groutite est associée, c'est-à-dire avoisine, le bois pétrifié, la calcite, la barytine, la rhodochrosite, la kutnohorite, la hureaulite, la vésuvianite, le quartz, l'hydroxylapatite et la manganite.